# تشارلز هيكي
تشارلز هيكي هو طيار كندي، ولد في 10 سبتمبر 1897 في نانيامو إي في كندا، وتوفي في 3 أكتوبر 1918 في بلجيكا.